# ローションプレイ
ローションプレイとは、ローションを用いて性行為を行うこと。

## 概要
ローションプレイは、ローションを潤滑剤（→潤滑）として行われる性的な行為のことで、人間の肌はローションや油（主に食用油）などを塗ると摩擦抵抗が減少することを利用したものである。ただ、ローションと呼ばれる物品を使った性的な行為全般が含まれるため、行為の内容自体は千差万別である。性風俗産業では、そういった技（技術）も伝えられている。
なお、ローションは主に水溶性で、使用後はシャワーなどを使って洗い流す。このため、いつでも大量の湯が使える浴室（→風呂）で行われる。一般に市販されている水溶性製品では生分解性（微生物によって分解される性質）もあり、下水に流しても大きな問題はないが、いわゆるエステティックなどにも見られるオイルマッサージのように油を使った場合は環境負荷が大きいため、直接流すのは考え物である。
こういったプレイには、性風俗産業で行われるサービス（商品としての活動）と、一般が行うやや倒錯的な性的行為とがあるが、日本において後者は性風俗産業の模倣といえる。ただ、ローション自体は一般にドラッグストアやいわゆる「アダルトショップ」ないしそれらの通信販売などで販売されており、ラブホテルなど性行為に特化した宿泊業でも浴室に設置されているため、特にそれら性的なサービスを行う性風俗産業とは無関係に行うことが可能である。
行為の内容では、浴槽にローションを満たすか、エアマット上で性行為中に身体にローションをかける形で主に使用され、後者は「マットプレイ」などとも呼ばれる。これらは潤滑された皮膚のぬめり感を楽しむものだが、素股やパイズリに代表される擬似的な性行為（男性による女性の体の性器や口以外をつかった自慰的な行為など）にも利用される。
なお、この行為は性器周辺を潤滑する場合もあれば、身体の広範囲を潤滑する場合もあるが、後者は愛撫やペッティングにも通じ、相互に性的興奮や性感（→性感帯）を得るためにも行われる。

### ローション
商品としてのローションは、中島化学産業が1973年に開発した、無臭性の水溶性高分子ポリマーを用いたローション『ペペ』などが広く使われている。同社以外にも幾つかのメーカーから販売されているが、メーカー表示すらない製品もみられる。
製品によっては香料や清涼剤などが含まれたものもみられ、好みなどによって使い分けられている。性風俗産業では、ポリタンクに入った大容量の製品があり、これらを適時薄めてボトルなどに詰め替えて利用するが、一般向けに小ボトルに詰められたものや使いきりサイズのラミネートパック入りのものもあるほか、一種の入浴剤的なローションプレイなどに特化した製品も見られる。詳しくは性具#ラブローションを参照。

## 背景
普及の下地としては、特殊浴場（ソープランドやその前身となった施設）における風呂の整備があった。浴室でのサービスは1980年代頃に特に流行し、大きな浴槽やエアマットとともにボディローションが配備された。旧来浴室でのサービスには石鹸が用いられていたが、サービスする女性の肌荒れを誘発するため、ローションが普及した。日本では売春（組織売春など）が禁じられているが、その関係でこういった擬似性行為的なサービスが発展している。
なお、ソープランドのような専用施設以外には、デリバリーヘルスのような形態の所為風俗産業でも幾らかの道具を持ち込んでのローションプレイに対応した業態もあり、こちらは一般家庭の浴室で行われる。